# Бар (Швајцарска)
Бар је град у средишњој Швајцарској. Ајнзиделн је трећи по величини и важности град у оквиру кантона Цуг.

## Природне одлике
Бар се налази у средишњем делу Швајцарске. Од најближег већег града, Цириха град је удаљен 33 км јужно.
Рељеф: Бар се налази у омањој долини уз Цушко језеро, на око 440 метара надморске висине. Источно од града издижу се најсеверније планине из ланца Алпа.
Клима: Клима у Бару је умерено континентална.
Воде: Кроз Бар не протиче ниједан значајнији водоток, али је веома близу града Цушко језеро.

## Историја
Подручје Бара је било насељено још у време праисторије и Старог Рима, али није имало велики значај. Насеље се под данашњим називом први пут спомиње 1045. године. У 19. веку је започет снажан развој града и његовог подручја, што траје до дан-данас.

## Становништво
2008. године Бар је имао преко 22.000 становника, што је за 4 пута више него пре једног века. Од тога 24,9% су страни држављани.
Језик: Швајцарски Немци чине традиционално становништво града и немачки језик је званични у граду и кантону. Међутим, градско становништво је током протеклих неколико деценија постало веома шаролико, па се на улицама Бара чују бројни други језици. Тако данас немачки језик матерњи за 83,1% становништва, а најзначајнији мањински језици су италијански (3,4%) и српскохрватски језик (3,1%).
Вероисповест: Месни Немци су од давнина римокатолици. Међутим, последњих деценија у граду се знатно повећао удео других вера. Данас су бројни римокатолици и протестанти, а потом следе атеисти, муслимани, православци.